# Юртик
Юртик — река в России, протекает, главным образом, в Нолинском районе Кировской области, на последнем километре течения образует границу между Нолинским и Уржумским районами. Устье реки находится в 289 км по левому берегу реки Вятки. Длина реки составляет 14 км.
Исток реки находится в лесу в 14 км к юго-востоку от Нолинска. Река течёт на юг, крупных притоков и населённых пунктов на берегах не имеет. Впадает в Вятку ниже посёлка Медведок.

## Данные водного реестра
По данным государственного водного реестра России относится к Камскому бассейновому округу, водохозяйственный участок реки — Вятка от города Котельнич до водомерного поста посёлка городского типа Аркуль, речной подбассейн реки — Вятка. Речной бассейн реки — Кама.
По данным геоинформационной системы водохозяйственного районирования территории РФ, подготовленной Федеральным агентством водных ресурсов:
- Код водного объекта в государственном водном реестре — 10010300412111100038126
- Код по гидрологической изученности (ГИ) — 111103812
- Код бассейна — 10.01.03.004
- Номер тома по ГИ — 11
- Выпуск по ГИ — 1